# St John’s Church (High Legh)
Koordinaten: 53° 21′ 11,2″ N, 2° 27′ 6,5″ W

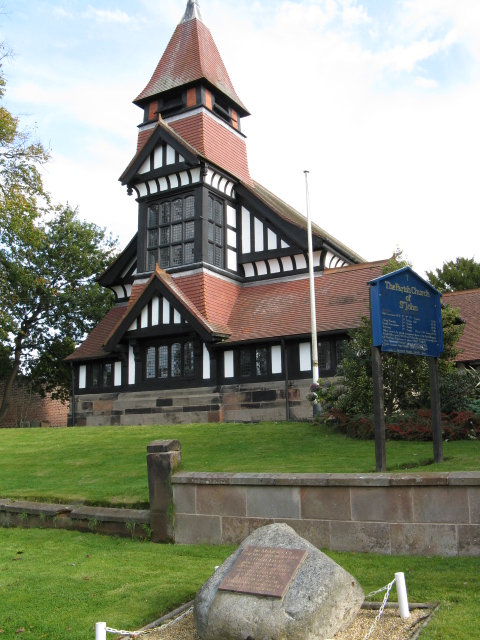
Johanniskirche in High Legh

St John’s Church ist eine aktive Pfarrkirche der Church of England in High Legh in Cheshire, England. Sie gehört zum Dekanat Knutsford im Bistum Chester und liegt somit in der Kirchenprovinz York. Das Vikariat ist vereinigt mit dem der Pfarrkirche St Paul in Over Tabley. Die Kirche wurde von English Heritage am 3. September 1984 als Baudenkmal im Grade II gelistet.

## Geschichte
Ein erster Kirchenbau an der Stelle der heutigen St John’s Church war eine private Kapelle der Familie Leigh, die im frühen 16. Jahrhundert erbaut wurde. 1814 wurde sie um eine ionische Vorderfassade nach einem Entwurf von Thomas Harrison erweitert. Diese Kapelle brannte 1891 nieder. Die verbliebenen Steinmauern dienten als Basis für eine neue Kirche, die 1893 von Edmund Kirby entworfen wurde.  Das Dach wurde 1982 neu gedeckt. Im Jahr 2008 wurde ein neues Buntglasfenster eingesetzt, das Christus und die Fischer darstellt. Es wurde von Roy Coomber entworfen und von Pendle Stained Glass gefertigt.

## Architektur
Die Kirche ist aus Werksteinen und Backsteinen erbaut, das Dach ist ziegelgedeckt. Auf der Außenseite ist das Fachwerk mit den verputzten Füllungen auffällig. Das Exterieur ist jedoch vollständig aus Backsteinen gemauert, das Fachwerk dient nur dekorativen Zwecken. Der Grundriss der Kirche weist einen Narthex am westlichen Ende, ein Kirchenschiff mit drei Jochen mit einer Veranda und eine hervorspringende Sakristei auf der Südseite sowie den Altarraum auf. Über dem Narthex erhebt sich ein zweistufiger Kirchturm. Die vorstehende Westfront des Narthex hat ein zentral angeordnetes Fenster mit vier Fensterflügeln und je ein kleineres Fenster mit zwei Fensterflügeln auf beiden Seiten davon. Über den Fenstern befindet sich ein mit Holzfachwerk ausgeführter Giebel. Das untere Stockwerk des Turmes umfasst breite Fenster mit vier Fensterpfosten und Kämpferfenstern darüber sowie ähnlichen seitlichen Fenstern. Darüber befindet sich ein weiterer Giebel. Der obere Stock des Turms besteht aus dem aus Backsteinen gemauerten Glockenstuhl mit durch Jalousien verdeckten Öffnungen. Darüber sitzt das Dach mit dem bleiernen Turmhelm. Die Südseite der Kirche ist eng bestiftet und beinhaltet mit vier Fensterflügeln versehene Fenster mit Maßwerk im Perpendicular Style. Die Sakristei hat ein Pultdach und ein sechsflügliges Fenster. Im Altarraum gibt es eine Fensteröffnung nach Osten.

## Belege
1. ↑  St John, High Legh. Church of England, abgerufen am 21. Januar 2011 (englisch).
2. 1 2 3 4  Church of St John, High Legh. In: Heritage Gateway Website. Heritage Gateway (English Heritage, Institute of Historic Building Conservation and ALGAO:England), 2006, abgerufen am 21. Januar 2011 (englisch).
3. ↑  Peter de Figueiredo, Julian Treuherz: Cheshire Country Houses. Phillimore, Chichester 1988, ISBN 0-85033-655-4, S. 241–242.
4. 1 2  Nikolaus Pevsner, Edward Hubbard: Cheshire (= The Buildings of England). Yale University Press, New Haven und London 2003, ISBN 0-300-09588-0, S. 239 (Originaltitel: Cheshire. 1971.).
5. ↑  St John’s Church, High Legh, Knutsford, Cheshire. Pendle Stained Glass, archiviert vom Original am 17. März 2012; abgerufen am 10. Januar 2011 (englisch).  Info: Der Archivlink wurde automatisch eingesetzt und noch nicht geprüft. Bitte prüfe Original- und Archivlink gemäß Anleitung und entferne dann diesen Hinweis.